# Johannes Fuchs (Politiker, 1874)
Johannes „Hans“ Fuchs (* 30. September 1874 in Bickendorf, Kreis Bitburg; † 9. September 1956 in Cochem-Cond) war ein deutscher Verwaltungsjurist und Politiker (Zentrum). Er war 1922 bis 1933 Oberpräsident der preußischen Rheinprovinz, von August bis November 1923 zusätzlich Reichsminister für die besetzten Gebiete. Nach Ende des Zweiten Weltkriegs war er 1945 erneut Oberpräsident der Rheinprovinz bzw. der Provinz Nordrhein in der britischen Besatzungszone.

## Leben und Beruf
Nach dem Abitur in Prüm studierte er von 1896 bis 1899 Rechts- und Staatswissenschaften in Innsbruck, Berlin und Bonn, anschließend absolvierte er das Referendariat in Bitburg, Trier, Düsseldorf und Köln. Seinen Wehrdienst leistete er als Einjährig-Freiwilliger bei der Infanterie in Gießen. Fuchs wurde 1904 zum Gerichtsassessor ernannt, arbeitete in Düsseldorf, Neuss und Hagen. Ab 1906 war er Regierungsassessor in der Landeskulturverwaltung. 1912 wurde Fuchs zum Regierungsrat befördert und leitete anschließend eine Spezialkommission in Adenau und Düsseldorf. Im Ersten Weltkrieg diente er als Offizier, 1915 wurde er als Hilfsreferent ins Kriegsministerium berufen. 
1918 wurde er Geheimer Regierungsrat und Vortragender Rat im preußischen Landwirtschaftsministerium, 1920 wechselte er als Regierungspräsident nach Trier. Er trat der Zentrumspartei bei. Von 1922 bis 1933 war er Oberpräsident der preußischen Rheinprovinz. Während der Ruhrbesetzung wies ihn die französische Besatzungsmacht im Februar 1923 aus Koblenz aus, Fuchs führte seine Dienstgeschäfte von Wetzlar aus fort. Von August bis November 1923 amtierte er zusätzlich als Reichsminister für die besetzten Gebiete in den Kabinetten Stresemann I und II. Im September 1924 konnte er seine Dienstgeschäfte als Oberpräsident in Koblenz wiederaufnehmen. Nach der Machtübernahme der Nationalsozialisten wurde Fuchs im März 1933 beurlaubt und zwei Monate später in den Ruhestand versetzt.
Zu den Bemühungen der NSDAP um Einfluss in der katholischen Rheinprovinz vermerkte Fuchs 1930:

„(Ein Höhepunkt der NS-)Propaganda unter der ländlichen Bevölkerung ist eine gemeinsame Osterveranstaltung der Ortsgruppe Wesel zusammen mit vier SA-Stürmen aus Essen, Mühlheim und Wesel, insgesamt etwa 300 Mann, in der Gegend von Wesel. ... Sie (sc. die Bevölkerung von Hamminkeln) wurde nun zwei volle Tage durch die nationalsozialistische Propaganda bearbeitet. Zapfenstreich, Umzüge, geschlossener Kirchgang für Protestanten und Katholiken an beiden Ostertagen, Stand- und Abendkonzerte der SA-Kapelle, ein "Sportfest", zogen das Interesse der Bevölkerung auf den Werbetrupp.“

Von April bis Mai 1945 war er auf Geheiß der in Deutschland vorrückenden Fifteenth United States Army kurzzeitig Regierungspräsident von Koblenz. Nach dem Ende des Krieges ernannte ihn die amerikanische Besatzungsmacht im Mai 1945 zum Oberpräsidenten des Rheinprovinz-Militärdistrikts. Nach der Aufteilung der Rheinprovinz zwischen der britischen und der französischen Besatzungszone im Juni 1945 blieb Fuchs Oberpräsident der in der britischen Zone gebildeten Provinz Nordrhein (bestehend aus den Regierungsbezirken Aachen, Köln und Düsseldorf), bis ihn John Ashworth Barraclough, der regional zuständige Militärgouverneur der britischen Besatzungsmacht, am 2. Oktober 1945 überraschend und ohne Angaben von Gründen entließ. Es wird angenommen, dass Barraclough dem Oberpräsidenten misstraute, weil ihm von Robert Lehr, einem Mitarbeiter von Fuchs, zugetragen worden war, dass er zusammen mit dem Kölner Oberbürgermeister Konrad Adenauer, der von Barraclough am 6. Oktober 1945 entlassen wurde, und dem französischen Diplomaten Michel Leroy-Beaulieu (1904–1985), einem Mitarbeiter des Militärgouverneurs der französischen Zone Pierre Kœnig, ein Gespräch mit dem Ziel geführt haben soll, Kontakte zwischen der Provinz Nordrhein und den südlichen Teilen der früheren Rheinprovinz nicht abreißen zu lassen. Danach war Fuchs Präsident des Landesverbandes Rheinland-Pfalz des Deutschen Roten Kreuzes.
Fuchs war Mitglied der katholischen Studentenverbindung Askania (jetzt KStV Askania-Burgundia Berlin) im KV.

## Ehrungen
- 1929: Ehrenbürger von Koblenz ernannt,
- 1930: Ehrenbürger der Stadt Trier (für seine Hilfeleistungen während der Besatzungszeit von 1918 bis 1930)
- 1952: Großes Verdienstkreuz der Bundesrepublik Deutschland
- 1954: Großes Verdienstkreuz mit Stern und Schulterband
- Großkreuz des Ordens des heiligen Gregors des Großen
- Verdienstkreuz des Deutschen Roten Kreuzes
- Dr. h. c.